# Keménfa
Keménfa is een plaats (község) en gemeente in het Hongaarse comitaat Zala. Keménfa telt 97 inwoners (2001).